# 1592 en musique classique
| \| • Retour à la chronologie générale de la musique classique • \| |
| Grèce • Rome • Haut Moyen Âge • VIIIe siècle • IXe siècle • Xe siècle • XIe siècle XIIe siècle • XIIIe siècle • XIVe siècle • XVe siècle • XVIe siècle • XVIIe siècle XVIIIe siècle • XIXe siècle • XXe siècle • XXIe siècle |
| • Retour à la chronologie générale de la musique classique • |

| Années en musique classique : 1589 - 1590 - 1591 - 1592 - 1593 - 1594 - 1595    |
| Décennies en musique classique : 1560 - 1570 - 1580 - 1590 - 1600 - 1610 - 1620 |

## Naissances
- 13 juin : Tobias Michael, compositeur et Thomaskantor allemand († 26 juin 1657).
- 8 novembre : Domenico Mazzocchi, compositeur italien († 21 janvier 1665).

Date indéterminée :
- Paul Auget, compositeur français († 1660).
- Melchior Schildt, compositeur et organiste allemand († 18 mai 1667).
- Pierre III Chabanceau de La Barre († 1656).
- John Jenkins, compositeur et luthiste anglais († 27 octobre 1678).

Vers 1592 :
- Cornelis Thymanszoon Padbrué, compositeur néerlandais († 1670).

## Décès
- 29 février : Alessandro Striggio, instrumentiste et compositeur italien (° en 1537 ou 1538).
- 1er juillet : Marc'Antonio Ingegneri, compositeur italien, maître de Claudio Monteverdi (° 1535).

Date indéterminée :
- Giovanni Domenico da Nola, compositeur et poète italien (° 1510).
- Servaes van der Meulen, compositeur franco-flamand (° 1525).